# Přírodní park Jistebnická vrchovina
Přírodní park Jistebnická vrchovina je chráněné území, které bylo vyhlášeno postupně v Jihočeském a Středočeském kraji. Byl zřízen na ochranu členité kopcovité krajiny, kde se střídají pole, louky a lesíky a kde se vyskytuje množství malých vodních ploch a toků. V krajině vzniklé dlouhodobým tradičním hospodařením zůstává hlavní aktivitou extenzivní zemědělství. Kulturní krajina s vyváženou mozaikou krajinných segmentů s poměrně malou dotčeností masovou rekreací a průmyslem, vysoká biodiverzita s velkým turistickým potenciálem. Posláním přírodního parku Jistebnická vrchovina je zachovat krajinný ráz s významnými přírodními a estetickými hodnotami, nenarušit historické hodnoty osídlení a krajinnou architekturu. Nejvyšším vrcholkem Jistebnické vrchoviny je Javorová skála, druhý nejvyšší bod okresu Tábor, s nadmořskou výškou 722,6 metrů.

## Vymezení

### Jihočeská část
Na území Jihočeského kraje dosahuje rozlohy 107,7 km² a nachází se ve správním obvodu obcí s rozšířenou působností Tábor a Milevsko. Byl zřízen Okresním úřadem Tábor dne 14. prosince 1994 a potvrzen nařízením Jihočeského kraje ze dne 19. října 2004, kdy k němu bylo přičleněno území okresu Písek.
Leží v obvodu územní působnosti obcí Nadějkov, Jistebnice, Borotín u Tábora, Přeštěnice, Zhoř u Milevska a Chyšky. Přírodní park zahrnuje katastrální území Brtec, Cunkov, Chlístov u Nadějkova, Chlum u Jistebnice, Chyšky, Kamenná Lhota u Borotína, Květuš, Libenice u Tábora, Mezný, Modlíkov, Nadějkov, Nosetín, Orlov u Jistebnice, Petříkovice, Plechov, Podchýšská Lhota, Ratiboř a Starcova Lhota. Zasahuje do části katastrálních území Blehov, Branišovice u Ratiboře, Borotín u Tábora, Jistebnice, Pikov, Přeštěnice, Rohozov, Zhoř u Milevska a Zvěstonín.
Hranice přírodního parku je vymezena takto: z hranice Jihočeského kraje po hranici katastrálního území obce Borotín do sídla Nový Kostelec, pak po silnici III. třídy č. 12010 přes Kostelec a Ludvíkov směrem k Jistebnici, od rybníka Tisovský po zpevněné cestě na silnici II. třídy č. 123. Jistebnicí prochází po této silnici a dále po ní pokračuje do sídla Zvěstonín. Dále po místní komunikaci, účelové komunikaci a zpevněné cestě přes Phoří do sídla Brtec. Z Brtce pak po cestě jižním směrem na hranici okresu Tábor. Dále pokračuje severovýchodně a severně po hranici okresu Tábor až k hranici katastrálního území Střítěž. Dále po hranici katastrálního území Střítěž a Vlksice až na silnici III. třídy č 12128, a po této silnici až do Přeštěnic. Z Přeštěnic severním směrem po zpevněné cestě směrem k Blehovu na křižovatku se silnicí II. třídy č. 121, z této křižovatky pak po silnici III. třídy č. 10538 až na křižovatku se silnicí II. třídy č 105. Po této silnici dále severně na hranici kraje. Poté zhruba východním směrem po hranici kraje až po hranici katastrálního území Borotín.

### Středočeská část
Přírodní park Jistebnická vrchovina v okrese Benešov vznikl vyhláškou OkÚ Benešov ze dne 10. září 1996. Navázal na již existující přírodní park Jistebnická vrchovina v okrese Tábor. Výměra přírodního parku na území benešovského okresu je 45 km². Rozkládá se v Sedlecko-prčické kotlině, která se od konce 19. století nazývá „Český Merán“.